# شينغاكو

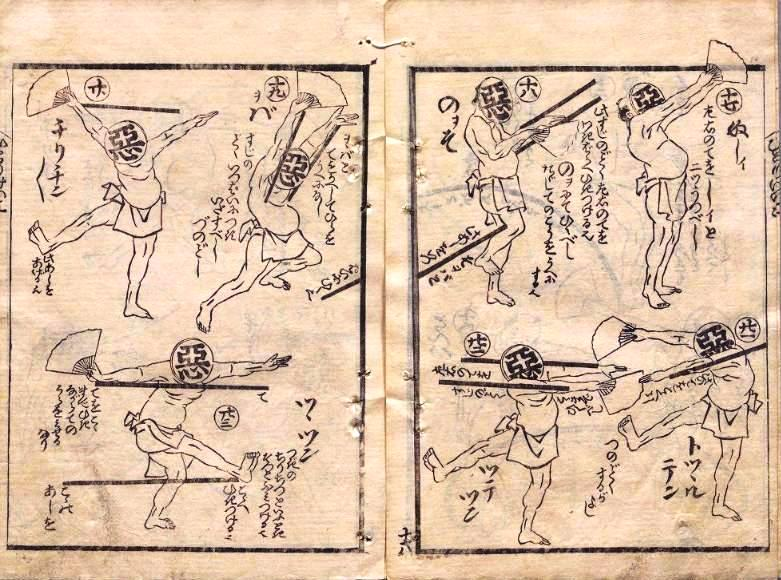

شينغاكو (يابانية:石門心学 - تترجم حرفياً إلى تعليم القلب) هي حركة دينية يابانية أسسها الفيلسوف إشيدا بايغان وكانت مؤثرة بشكل خاص خلال فترة إيدو. تطورت الفلسفة عن تقاليد الكونفشيوسية الجديدة، ودمجت مبادئ بوذية زِن مع ديانة الشينتو. تعتبر هذه الفلسفة أحد الدعامات الأساسية لعملية التصنيع اليابانية.